# متی نیمی (ورزشکار)
متی نیمی (انگلیسی: Matti Niemi; ۶ ژوئن ۱۹۳۷ – ) اهل فنلاند بود.
وی در مسابقات کشوری و بین‌المللی در مجموع برندهٔ ۱ مدال طلا، ۱ مدال نقره، ۱ مدال برنز شده‌است.